# كاف
الكاف «ك» هو الحرف الثاني والعشرون (22) بالترتيب الهجائي والحادي عشر (11) بالترتيب الأبجدي من حروف الأبجدية العربية تلفظ [k] بصوت طبقي وقفي مهموس، مخرجه بين عَكَدة اللسان وبين اللهاة في أقصى الفم بصوت انفجاري مرقق شبيه بلفظ القاف. قيمته تساوي 20 في حساب الجمل.
| كاف الفينيقي | كف الجعزي | كاف العبري | كاف العربي | كف السرياني | قوف الارامي |
| 𐤊            | ከ         | כ          | ك          | ܟ           | 𐡊           |

## أصل حرف الكاف
يعتقد أن أصل هذا الحرف أنه من الرسم التخطيطي لكف اليد.

## الكاف في اللغة العربية
الحرف ك بالعربية يأتي ترتيبه الحرف 22 - بحسب الترتيب الهجائي - ويكتب «ك»، وقديمًا تمت إضافة كاف صغيرة لحرف الكاف، بحيث تتوسطه وتميزه عن حرف اللام، ويشيع كثيرًا كتابته بهمزة في الوسط، وهذا خطأ وارد في الكتابة العربية، ولكنه غير مغفور لغويًا.

### حرف الكاف في اللهجات العربية
حدث تغيير في صوت حرف الكاف في اللهجات العامية العربية، ويلفظ الكاف باللهجات العربية كالتالي:
- يلفظ حرف كاف في اللهجة العراقية (ليس في جميع الكلمات) مثل لفظ تش (بتسكين الشين)، أو كلفظ الحرف الفارسي چ، ومن الجمل العامية (كل الغداء) وتعني: «تفضل وكل من الغداء».

### حرف كاف من الناحية النحوية
- يستخدم حرف الكاف أداة تشبيه مثل: «كالطائر»، وتعني: «مثل الطائر»، وهو يشبه الشيء بالطائر.

### الكاف الفارسية
تختلف الكاف الفارسية قليلا عن الكاف العربية من حيث الشكل (الفارسية: ک / العربية: ك).
يمكن ملاحظة الفرق بين الحرفين بوضوح عندما يكتبان بصورة منفردة أو في نهاية الكلمة، لكن يصعب التفريق بينهما عندما يكتبان في بداية الكلمة (الفارسية: ک / العربية: ك) أو وسطها (الفارسية: ک / العربية: ك).

### الكاف المنتوءة
الكاف المنتوءة أو الكاف المزخرَفة (ڪ) هي النوع الثالث من الكاف يستخدم في بعض اللغات في شبه القارة الهندية مثل اللغة السندية.

## كاف في اللغة العبرية
الحرف כ بالعبرية يأتي ترتيبه الحرف 11 - بحسب الترتيب الأبجدي - ويكتب:
| طرق كتابة حرف كوف | طرق كتابة حرف كوف | طرق كتابة حرف كوف | طرق كتابة حرف كوف                   | طرق كتابة حرف كوف |
| خطوط الطباعة      | خطوط الطباعة      | خطوط الطباعة      | حرف كاف بخط اليد في العبرية الحديثة | خط راشي           |
| Serif             | Sans-serif        | Monospaced        | حرف كاف بخط اليد في العبرية الحديثة | خط راشي           |
| ----------------- | ----------------- | ----------------- | ----------------------------------- | ----------------- |
| כ,ך               | כ,ך               | כ,ך               | ,                                   |                   |

### لفظ الحرف في العبرية
يلفظ هذا الحرف بالعبرية بطريقتين؛ لأنه ضمن قاعدة «بجد كفت»، بحيث إذا وضعت نقطة التشديد داخل الحرف ينطق [k]، أما إذا خلا الحرف من نقطة التشديد يلفظ مثل [x] أو مثل حرف خ:
| الاسم | الرمز | IPA | الترجمة | مثال     |
| ----- | ----- | --- | ------- | -------- |
| Kaf   | כּ     | /k/ | k       | Kangaroo |
| Khaf  | כ     | /x/ | Kh, ch  | Khalid   |

## حرف كاف فيحساب الجمل
أعطي في اللغات السامية  لكل حرف من حروفها قيمة عددية فكانت قيمة حرف الكاف العدد 20.

## الترجمة إلى اللاتينية
في مخطوطات ترجمة الحروف السامية إلى حروف لاتينية يترجم حرف كاف:
- ك ← K
- כ ← Ch, Kh
- כּ ← K